# 大和高田市立土庫小学校
大和高田市立土庫小学校（やまとたかだしりつ どんごしょうがっこう）は、奈良県大和高田市土庫にある公立小学校である。

## 沿革
- 1874年（明治7年） - 育英舎と称して開校。
- 1879年（明治12年）- 土庫小学校として開校.
- 1886年（明治19年）- 高田小学校分校となる
- 1890年（明治23年）- 高田小学校分校から独立し、土庫尋常小学校と改称する。
- 1941年（昭和16年）- 土庫国民学校となる。
- 1947年（昭和22年）

## 通学区域
- 大字土庫、土庫一丁目、土庫二丁目、土庫三丁目、大字藤森、大字松塚、東雲町（高田小学校区に属する東雲町の一部を除く）、材木町の一部（9番台）、大字池 尻の一部（1番地 - 51番地、63番地 - 65番地、83番地 - 85番地、97番地 - 99番地）、日之出町の一部（15番14号、15番17号、20番台）[1]

## 進学先中学校
- 大和高田市立高田中学校

## アクセス
- 近鉄大阪線松塚駅から北西へ650 m

## 通学区域が隣接している学校
- 大和高田市立高田小学校
- 大和高田市立磐園小学校
- 広陵町立広陵東小学校
- 橿原市立真菅北小学校
- 橿原市立真菅小学校
- 橿原市立金橋小学校